# Oedipina complex
Espèce
Synonymes
- Oedipus complex Dunn, 1924

Statut de conservation UICN

 LC  : Préoccupation mineure
Oedipina complex est une espèce d'urodèles de la famille des Plethodontidae.

## Répartition
Cette espèce est endémique de l'Amérique centrale. Elle se rencontre jusqu'à 800 m d'altitude :
- dans le sud-est du Costa Rica ;
- au Panamá ;
- sur le littoral Pacifique ainsi que l'île Gorgona de la Colombie ;
- dans le nord-ouest de l'Équateur.

## Publication originale
- Dunn, 1924 : New amphibians from Panamá. Occasional Papers of the Boston Society of Natural History, vol. 5, p. 93-95 (texte intégral).